# Ligne de changement de date
 (mai 2020).
Si vous disposez d'ouvrages ou d'articles de référence ou si vous connaissez des sites web de qualité traitant du thème abordé ici, merci de compléter l'article en donnant les références utiles à sa vérifiabilité et en les liant à la section « Notes et références ».

Une illustration simplifiée de la relation entre la ligne de changement de date, la date et l’heure de la journée. Le contour coloré représente deux jours successifs, dont les heures s'écoulent au fil de la rotation terrestre, de sorte qu'il faut techniquement 50 heures dans l'absolu pour qu'une date donnée soit dépassée dans les calendriers de tous les fuseaux horaires. Les Îles du Pacifique le long de la ligne partagent ainsi la "même" heure UTC +12/-12, ou -11/+13 ou même -10/+14, mais sont séparées par un jour entier au calendrier de part et d'autre.

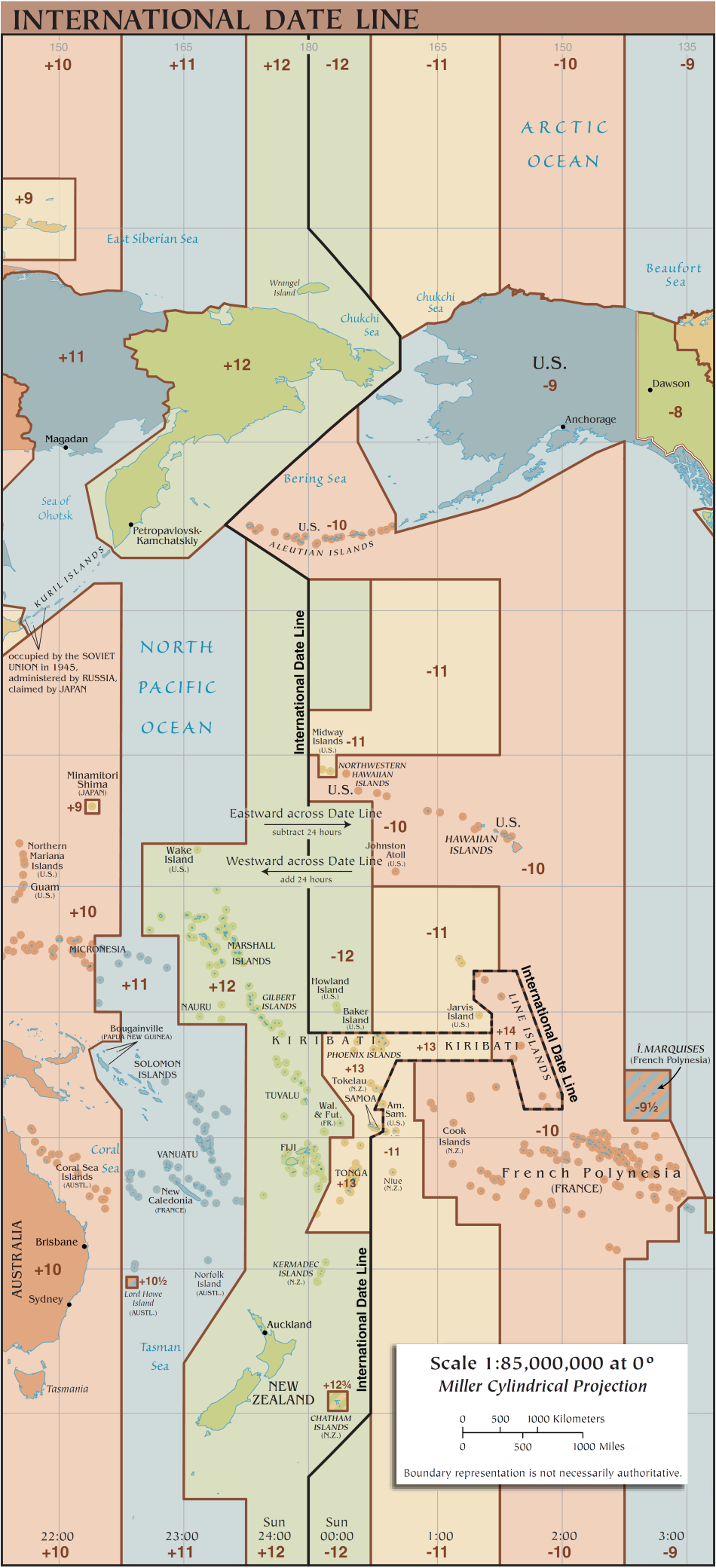
Le tracé de la ligne de changement de date. (Ligne brisée noire en gras).

La ligne de changement de date est une ligne imaginaire, à la surface de la Terre, qui zigzague autour du 180e méridien (est et ouest) dans l'océan Pacifique ;  son rôle est d'indiquer l'endroit où il est nécessaire de changer de date quand on la traverse.

## Objet
Chaque jour à minuit, dans tous les fuseaux horaires, il est nécessaire de changer de date pour passer au jour suivant. Mais compte tenu de l'utilisation d'un méridien de référence pour ces fuseaux horaires, il existe également un méridien où, quelle que soit l'heure, il est nécessaire lorsqu'on le traverse d'ajouter ou de retrancher un jour, selon le sens de la traversée. Cette ligne peut être considérée comme étant située 12 heures en avance ou 12 heures en retard par rapport au méridien de Greenwich selon que l'on parcourt la Terre respectivement vers l'est ou vers l'ouest.
Ainsi, quelqu'un voyageant vers l'ouest et franchissant la ligne de changement de date doit ajouter un jour à la date qu'il s'attendrait à avoir s'il ne le faisait pas. D'une façon similaire, un voyageur vers l'est doit retrancher un jour.
Ainsi, à l'instant précis où il est minuit sur la ligne de changement de date, toute la planète devrait être à la même date.
La ligne de changement de date peut se révéler déroutante, particulièrement sur de courts trajets aériens qui conduisent à la traverser. Par exemple, un voyageur partant des Tonga (îles situées dans le fuseau horaire UTC+13) pour aller aux  Samoa américaines  (UTC-11) par avion réalise un trajet de deux heures entre deux endroits où l'heure légale diffère de 24 heures ; par conséquent, s'il part des Tonga à midi le mardi, il arrivera aux Samoa américaines à 2 heures de l'après-midi le lundi. Un autre exemple était le vol charter d'Air Kiribati au départ d'Hawaii : parti le dimanche matin à 6 heures, le Boeing 737 arrivait sur l'île Christmas trois heures après… le lundi, puis après avoir fait escale, retournait à Honolulu le dimanche dans l'après-midi.
Lors du changement d'année, plusieurs avions décollent le premier janvier des pays à l'ouest (Japon, Nouvelle-Zélande...) et atterrissent le 31 décembre de l'année précédente en Amérique.

## Histoire
En considérant la Terre ronde, la nécessité d'une ligne de changement de date avait été mise en évidence dès le XIe siècle. Mais la première manifestation du phénomène apparut lors de la circumnavigation de Magellan : les rescapés de l'expédition qui se trouvaient sous les ordres du capitaine Elcano à bord de la Victoria' débarquèrent en Espagne – après trois ans de tour du monde – un mercredi selon le journal de bord réputé parfaitement tenu à jour alors qu'on était un jeudi en Espagne. Le problème — bien que parfaitement compréhensible dès cette époque comme le montra Antonio Pigafetta, marin et chroniqueur embarqué dans l'expédition — provoqua des débats, jusqu'à envoyer une délégation spéciale auprès du pape pour le lui expliquer[réf. nécessaire].
Cette situation, en apparence paradoxale, a été utilisée comme ressort dramatique dans plusieurs romans, parmi lesquels Le Tour du monde en quatre-vingts jours de Jules Verne et L'Île du jour d'avant d'Umberto Eco.

### Philippines (1521 et 1844)
En tant que partie de la Nouvelle-Espagne, les Philippines ont longtemps eu leur communication la plus importante avec Acapulco au Mexique et se trouvaient donc du côté est de la ligne de changement de date bien qu'elles se trouvent à l'extrémité ouest de l'océan Pacifique. De 1521 à 1844, les Philippines accusent un jour de retard sur leurs voisins asiatiques (samedi 16 mars 1521 est la première visite européenne, lorsque Ferdinand Magellan revendique la zone d'Espagne ; la colonisation commence le vendredi 27 avril 1565). Après que le Mexique eut obtenu son indépendance de l'Espagne en 1821, les intérêts commerciaux des Philippines se sont tournés vers la Chine impériale, les Indes orientales néerlandaises et les régions adjacentes. Les Philippines ont donc décidé de revenir du côté ouest de la ligne de changement de date en supprimant le mardi 31 décembre 1844 de son calendrier. Le changement a également été appliqué aux îles Mariannes, à Guam et aux îles Carolines, car elles appartenaient également à l'Espagne. En raison de ce changement, le réveillon du Nouvel An a eu lieu le lundi 30 décembre 1844. Le mercredi 1er janvier 1845, les Philippines, Guam, les îles Mariannes et les îles Carolines revinrent à la date asiatique. Les publications occidentales n'étaient généralement pas au courant de ce changement jusqu'au début des années 1890, ce qui a conduit, dans ces publications, à représenter la ligne de changement de date avec un grand renflement occidental durant encore un demi-siècle. Voir (Heure normale des Philippines)

### Alaska (années 1740 et 1867)
L'Empire russe s'est installé au nord-ouest de l'Amérique du Nord à partir de la Sibérie de l'ouest avec son propre calendrier julien (il n'a adopté le calendrier grégorien qu'en 1918). Les États-Unis ont acheté l'Amérique russe à une date déterminée pour eux selon le calendrier grégorien (adopté en 1752 dans plusieurs colonies britanniques). La cérémonie de transfert a eu lieu le jour où les commissaires nommés à cet effet par les gouvernements russe et américain sont arrivés via l'USS Ossipee à New Archangel (Sitka), la capitale de l'Amérique russe. Cette date est pour les États-Unis le vendredi 18 octobre 1867 (grégorien), désormais célébrée comme l'Alaska day, (le jour de l'Alaska) tandis que pour le gouverneur russe, qui était resté à New Archangel, il s'agissait du  samedi 7 octobre 1867. 
Le sénateur Charles Sumner a déclaré lors de son discours de ratification de trois heures (une discussion encyclopédique sur l'Amérique russe), le mardi 9 avril 1867, que cette discordance du calendrier devrait être corrigée. Parce que le transfert de propriété a officiellement eu lieu à 15 h 30, heure solaire moyenne de Sitka (les fuseaux horaires n'étaient pas encore utilisés), c'est la date et l'heure auxquelles l'Alaska est passé d'une date asiatique et julienne à une date américaine et grégorienne qui est retenue. Si le transfert avait eu lieu à minuit précédent, alors le vendredi 6 octobre 1867 (julien) aurait été suivi du vendredi 18 octobre 1867 (grégorien), une journée en double avec une différence de 12 jours appropriée à la fois pour passer d'une date asiatique à une date américaine (équivalente au déplacement de la ligne de changement de date de l'est à l'ouest de l'Alaska) et pour le passage du calendrier julien au calendrier grégorien au cours du XIXe siècle.

### Îles Samoa et Tokelau (1892 et 2011)
Les îles Samoa, désormais divisées en Samoa et Samoa américaines, se trouvaient du côté ouest de la ligne de changement de date jusqu'en 1892. Cette année-là, le roi Malietoa Laupepa fut persuadé par les commerçants américains d'adopter la date américaine (trois heures derrière la Californie) pour remplacer la date asiatique (quatre heures d'avance sur le Japon). Le changement a été fait en répétant le lundi 4 juillet 1892, jour de l'indépendance américaine.
En 2011, le Samoa est revenu sur le côté ouest de la ligne de changement de date en supprimant le vendredi 30 décembre 2011 de son calendrier. Cela a changé le fuseau horaire de  UTC-11 à UTC+13 (UTC-10 à UTC+14 en heure d'été). Samoa a fait ce changement parce que l'Australie et la Nouvelle-Zélande sont devenues ses principaux partenaires commerciaux et comptent également de grandes communautés d'expatriés. Les 21 heures de retard (et donc une journée calendaire) rendaient les affaires difficiles car avoir des weekends (jours chômés) décalés d’un jour, signifiait que seulement quatre jours de la semaine étaient des jours de travail partagés entre les deux extrêmes de cette zone d’échanges privilégiés.
La ligne de changement de date passe désormais entre les Samoa et les Samoa américaines, qui restent du côté est (américain) de la ligne.
Les Tokelau sont un territoire de la Nouvelle-Zélande au nord des Samoa dont les principaux liens de transport et de communication avec le reste du monde passent par les Samoa. Pour cette raison, les Tokelau ont traversé la ligne changement de date avec les Samoa en 2011.

### Kwajalein (vers 1945 et 1993)
L'atoll de Kwajalein, comme le reste des îles Marshall, est passé successivement de la domination espagnole à l'allemande puis au contrôle japonais au cours des XIXe et XXe siècles. Pendant cette période, il est à l'ouest de la ligne de changement de date. Bien que Kwajalein fasse officiellement partie du territoire sous tutelle des îles du Pacifique avec le reste des Marshall après la Seconde Guerre mondiale, les États-Unis y ont établi une installation militaire. Pour cette raison, Kwajalein a utilisé depuis la date hawaïenne, donc à l'est de la ligne de changement de date (contrairement au reste des Marshall). Kwajalein est retourné du côté ouest de la ligne de changement de date en supprimant le samedi 21 août 1993 de son calendrier pour correspondre aux dates utilisées par le reste des îles Marshall, à la demande de son gouvernement. Simultanément à ce changement, la semaine de travail de Kwajalein est désormais du mardi au samedi pour correspondre à la semaine de travail hawaïenne du lundi au vendredi de l'autre côté de la ligne de changement de date.

### Kiribati oriental (1994)
En tant que colonie britannique, l'actuelle république des Kiribati était centrée sur les îles Gilbert, juste à l'ouest de la ligne de changement de date de l'époque. À son indépendance en 1979, elle a acquis des États-Unis, les îles Phoenix et îles de la Ligne, à l'est de la ligne de changement de date. En conséquence, le pays était à cheval sur la ligne de changement de date. Les activités tant gouvernementales que commerciales ne pouvaient être simultanément menées de part et d’autre de la ligne que les quatre jours de la semaine ouvrée communs aux deux côtés. Pour éliminer cette anomalie, Kiribati a introduit un changement de date pour sa partie orientale en supprimant le samedi 31 décembre 1994 de son calendrier. Après le changement, la ligne de changement de date s'est en effet déplacée vers l'est pour faire le tour du pays tout entier. D'un point de vue strictement légal, la convention nautique de la ligne de changement de date de 1917 est toujours valable. Ainsi lorsque le fuseau horaire terrestre indique lundi, ces îles forment des enclaves du lundi dans un océan qui est encore au dimanche. Les cartes ne sont généralement pas dessinées de cette façon. À la suite du changement de 1994, le territoire le plus à l'est de Kiribati, les îles de la Ligne, y compris l'île habitée de Kiritimati (l'île Christmas), ont commencé l'année 2000 avant tout autre pays, une caractéristique sur laquelle le gouvernement de Kiribati a capitalisé comme un attrait touristique potentiel.

### Antarctique

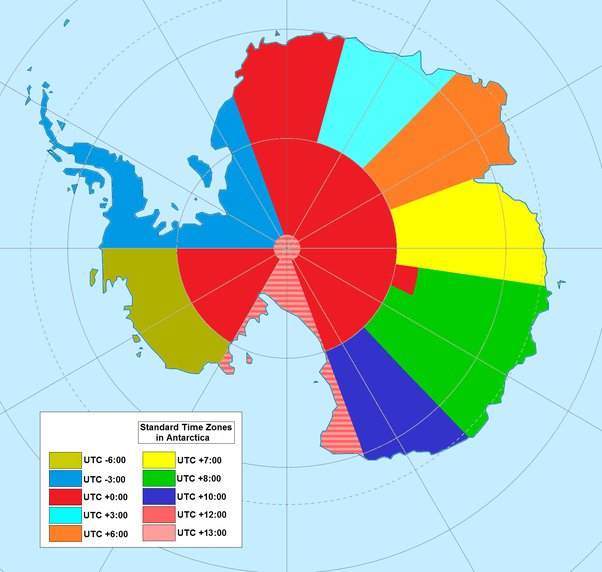
Fuseaux horaires en Antarctique.

Le cas de l'Antarctique expose la difficulté croissante de découper la planète en fuseaux par longitudes au fur à mesure qu'on se rapproche des pôles. Par convention, le pôle Sud est à UTC +13 dans la continuité de l'heure utilisée par la dépendance de Ross néo-zélandaise qui abrite la base McMurdo, de laquelle part l'autoroute du pôle Sud. Cependant, sa région périphérique est à UTC +0, hormis l'Antarctique argentin et chilien qui sont intégralement à la même heure UTC-3 que les pays qui les revendiquent.
Le reste des côtes du continent de glace s'inscrit dans la continuité des fuseaux de leurs longitudes respectives, sans que cela n'ait de conséquence pratique en l'absence d'habitant.
Néanmoins, l'assignation d'une heure autour du pôle est purement arbitraire lorsque le soleil reste constamment au dessus ou en dessous de l'horizon suivant les saisons.

## Dates selon les principes religieux

### Christianisme
Généralement, le calendrier chrétien et les églises chrétiennes reconnaissent la ligne de changement de date. Noël par exemple, est célébré le 25 décembre (selon le calendrier grégorien ou julien, selon lequel des deux est utilisé par l'église particulière) car cette date tombe dans les pays situés de chaque côté de la ligne de changement de date. Ainsi, qu'il s'agisse de Noël occidental ou de Noël orthodoxe, les chrétiens du Samoa, immédiatement à l'ouest de la ligne de changement de date, célébreront la fête un jour avant les chrétiens des Samoa américaines, qui se trouvent immédiatement à l'est de la ligne de changement de date.
Un problème avec la règle générale ci-dessus se pose dans certaines églises chrétiennes qui observent solennellement un jour de sabbat comme un jour particulier de la semaine, lorsque ces églises sont situées dans des pays proches de la ligne de changement de date. Malgré la différence de dates, le même lever de soleil s'est produit sur les Samoa américaines que sur les Samoa quelques minutes plus tard, et le même coucher de soleil sur les Samoa que sur les Samoa américaines quelques minutes plus tôt. En d'autres termes, les jours séculiers sont juridiquement différents mais physiquement identiques ; et cela soulève des questions en vertu du droit religieux[pas clair].
Parce que la ligne de changement de date était une imposition arbitraire, la question peut se poser de savoir quel samedi de chaque côté de la ligne de changement de date (ou, plus fondamentalement, de chaque côté de 180 degrés de longitude) est le "vrai" samedi. Ce problème (qui se pose également dans le judaïsme) est un problème particulier pour les adventistes du septième jour, les baptistes du septième jour et les églises similaires situées dans des pays proches de la ligne de changement de date.
Aux Tonga, les adventistes du septième jour (qui observent généralement le samedi, le sabbat du septième jour) observent le dimanche en raison de leur compréhension de la ligne de changement de date, car les Tonga se trouvent à l'est du méridien de 180°. Le dimanche observé aux Tonga (à l'ouest de la ligne de changement de date, comme à Kiribati, aux Samoa et dans certaines parties des Fidji et de Tuvalu) est considéré par l'Église adventiste du septième jour comme le même jour que le samedi observé à l'est de la ligne de changement de date.
La plupart des adventistes du septième jour à Samoa prévoyaient d'observer le sabbat dimanche après que les Samoa eurent franchi la ligne de changement de date en décembre 2011, mais des groupes SDA (Seventh-day Adventist Church) dans le village de Samatau et d'autres endroits (environ 300 membres) ont décidé d'accepter l'ajustement de la ligne de changement de date et d'observer le sabbat samedi. Le débat se poursuit au sein de la communauté adventiste du septième jour dans le Pacifique pour savoir quel jour est vraiment le sabbat du septième jour.
L'Église adventiste indépendante du Samoa, qui n'est pas affiliée à l'Église adventiste mondiale, a décidé de continuer à faire le culte le samedi, après une semaine de six jours fin 2011.

### Islam
De même, le calendrier islamique et les communautés musulmanes reconnaissent la convention de la ligne de changement de date. En particulier, le jour de la célébration de la prière de Jumu'ah semble être le vendredi local partout dans le monde.
La ligne de changement de date n'a pas d'incidence pour la détermination du début et de la fin des mois lunaires islamiques. Ceux-ci dépendent uniquement de l'observation du nouveau croissant de lune. À titre d'exemple, les jeûnes du mois de Ramadan commencent le matin après que le croissant a été aperçu. Le fait que cette journée puisse varier dans différentes parties du monde est bien connu dans l'islam.

### Judaïsme
Le concept d'une ligne de changement de date dans la loi juive est mentionné pour la première fois par les décideurs du XIIe siècle. Mais il a fallu attendre l'introduction de systèmes de transport et de communication améliorés au XXe siècle pour que la question d'une date internationale devienne vraiment une question de droit juif pratique.
Sur le plan pratique, la ligne de changement de date conventionnelle (ou une autre ligne dans l'océan Pacifique à proximité) sert de ligne de date de facto aux fins de la loi juive, au moins dans les communautés juives existantes. Par exemple, les résidents des communautés juives du Japon, de la Nouvelle-Zélande, d'Hawaï et de la Polynésie française observent tous le Shabbat le samedi local. Cependant, il n'y a pas unanimité sur la manière dont la loi juive parvient à cette conclusion. Pour cette raison, certaines autorités décident que certains aspects de l'observance du sabbat sont requis le dimanche (au Japon et en Nouvelle-Zélande) ou le vendredi (à Hawaï et en Polynésie française) en plus du samedi. En outre, il existe des divergences d'opinion quant au jour ou aux jours où les Juifs voyageant dans la région du Pacifique loin des communautés juives établies devraient observer le Shabbat.
Pour les personnes franchissant la ligne de changement de date, cet aspect du calendrier influe sur certains aspects de la pratique en vertu de la loi juive. Pourtant, d'autres aspects dépendent de l'expérience des couchers et levers de soleil d'un individu pour compter les jours, nonobstant la date du calendrier.

## Localisation
La ligne de changement de date suit pour sa plus grande partie le méridien de 180° de longitude. Mais en plusieurs endroits, elle a été déviée afin d'éviter que des pays, particulièrement des archipels du Pacifique, se trouvent à cheval sur deux dates (une situation plus difficile à gérer que le fait d'être sur plusieurs fuseaux horaires). Ce faisant, certaines contrées se retrouvent avec un décalage horaire pouvant atteindre +14 heures par rapport au TU. Concrètement les eaux incluses dans les ZEE de ces pays sont à la même date que les îles pour les embarcations assurant le trafic local.
Dans l'océan Pacifique Nord, la ligne dévie tout d'abord vers l'est à travers le détroit de Béring puis vers l'ouest le long des îles Aléoutiennes afin de maintenir toute la Russie et tout l'Alaska de part et d'autre.
Dans l'océan Pacifique Sud, la ligne dévie vers l'est, afin de maintenir dans le même fuseau les îles proches de la Nouvelle-Zélande, y compris les îles Fidji et Tonga.
Enfin, dans l'océan Pacifique central, la ligne de changement de date fut déplacée en 1995 afin de contourner les Kiribati plutôt que de passer à travers. Avant cette modification, les Kiribati se trouvaient constamment à cheval sur deux jours et les administrations de part et d'autre de la ligne ne pouvaient se contacter que quatre jours ouvrables par semaine. Une autre conséquence fut que l'île Caroline, l'atoll le plus à l'est du pays, fut la première terre à entrer dans l'an 2000, une situation que les Kiribati, comme les États voisins, cherchèrent à exploiter à des fins touristiques.
En 2011, les Samoa et les Tokelau sont passées directement du 29 décembre au 31 décembre 2011. Elles ont déplacé ainsi la ligne de changement de date, qui passera dorénavant à l'est de leur territoire, plutôt qu'à l'ouest. Cette mesure est destinée à faciliter les relations commerciales avec l'Australie, la Nouvelle-Zélande et l'Asie, en évitant un décalage d'une journée avec ces partenaires. Le vendredi 30 décembre 2011 n'a donc pas existé dans ces territoires. S’agissant de Samoa, il s’agit d’un retour à la situation d’avant 1892 : le passage à l’est de la ligne de changement de date avait entraîné la succession de deux journées du 4 juillet 1892.

## Portée symbolique
Le passage de la ligne de changement de date peut recouvrir une portée symbolique : c'est ainsi que certaines compagnies aériennes, à l'instar d'Air France dans les années 1960, délivrent à leurs clients des certificats lorsqu'ils voyagent à bord d'avions ayant passé cette ligne[réf. souhaitée].

## Ligne de changement de date dans les œuvres de fiction
- Dans Le Tour du monde en quatre-vingts jours de Jules Verne, le héros Philéas Fogg arrive à Londres en ayant le sentiment d'avoir perdu son pari, mais avait oublié qu'en franchissant vers l'est la ligne de changement de date il avait gagné un jour.
- Dans L'Île du jour d'avant, Umberto Eco met en scène un marin qui s'échoue sur une île traversée par la ligne de changement de date, donnant lieu à une méditation sur le temps.
- Dans la série télévisée Au cœur du temps, épisode 1x06, les deux héros sont confrontés à ce problème de changement de date. Connaissant le passé, ils pensent qu'il leur reste encore un jour pour permettre aux chercheurs de fuir l'île avant l'explosion du Krakatoa, mais sont trompés par l'erreur d'un des chercheurs qui a oublié de rajouter un jour lors du passage de la ligne.
- Dans la série La Vie de croisière de Zack et Cody, Cody veut avouer ses sentiments à Bailey lors de la soirée donnée, mais à chaque fois que le SS Tipton franchit la ligne, un éclair frappe le paquebot et Cody doit revivre le même jour et la même soirée perpétuellement.
- Dans Love Hina, Naru part retrouver Keitaro qui a fui dans l'île fictive de Pararakelse à la suite de son éventuel nouvel échec au concours d'entrée à Todai qu'il avait en fait réussi. Elle met un certain temps à le retrouver ce qui fait qu'ils dépassent la date limite pour l'envoi de l'inscription à Todai, au Japon, mais pas à Pararakelse, située de l'autre côté de la ligne de changement de date, ce qui fait donc qu'ils ont pu s'inscrire.
- Dans une BD de Don Rosa, L'Île du bout du temps, Picsou a réussi à prendre l'île à Gripsou même s'il l'a jalonnée avant lui en traversant la ligne de changement de date, jusqu'à ce que Riri et Donald témoignent que Keoki, leur pilote, avait planté un jalon avant en témoignant "Je déclare cette île propriété de Wokawoka", ce qui avait rendu ce peuple propriétaire.
- Dans la tétralogie Oceania d'Hélène Montardre, une partie de l'aventure parle et se déroule sur une île fictive du nom de Laluk située au croisement entre la ligne de changement de date et l'Équateur. Une légende de même fictive, sur des oies des neiges, y est associée.